# Légation d'Avignon
 (décembre 2016).
Si vous disposez d'ouvrages ou d'articles de référence ou si vous connaissez des sites web de qualité traitant du thème abordé ici, merci de compléter l'article en donnant les références utiles à sa vérifiabilité et en les liant à la section « Notes et références ».
La légation d'Avignon débuta après le départ des papes d’Avignon au début du XVe siècle : le gouvernement du Comtat Venaissin et de l'État d'Avignon furent confiés par les souverains pontifes à des légats qui siégèrent en Avignon. À partir du XVIe siècle, ces légats furent progressivement remplacés par des vice-légats, qui devinrent à partir de 1691 les seuls représentants du pape pour les États pontificaux d'Avignon et du Comtat. La vice-légation subsista jusqu'au rattachement de ces États à la France en 1791.

## Historique

### Légation (1433-1541)
Après le départ des papes d'Avignon et la fin du Grand Schisme d'Occident, le pape confie le gouvernement du Comtat Venaissin aux recteurs et aux évêques d'Avignon. 
Le pape Eugène IV voulait nommer rapidement un représentant permanent sur place en la personne de son frère, Condulmieri. Les habitants d'Avignon, qui ne le voulaient pas comme légat, portèrent une requête au concile de Bâle, qui nomma Alphonse Cariglio à cette charge. Le pape n'étant pas satisfait, il nomma le cardinal Pierre de Foix. Un siège fut nécessaire pour permettre au nouveau légat de rentrer dans la ville. Il débuta en mai 1433, et la ville finit par céder le 8 juillet de la même année. Le nouveau gouverneur put alors s'installer au palais des papes. Ce fut là, le 24 novembre 1433, qu'il reçut du pape la bulle le nommant légat a latere avec juridiction sur les pays de langue d'oc.
Le conflit entre le pape de Rome et les pères conciliaires s'envenimant, en 1436, il fut un moment question que le concile quitta Bâle et vint tenir ses assises à Avignon. La rupture fut parachevée quand le duc de Savoie, Amédée VIII, fut élu pape. Son intronisation eut lieu dans la cathédrale de Lausanne, où il fut couronné le 23 juillet 1440 et prit le nom de Félix V. Ses envoyés tentèrent de soulever la ville d'Avignon le 15 septembre mais leur tentative échoua.
À Avignon, le cardinal de Foix fut à la fois un administrateur avisé et un grand seigneur qui dépensa sans compter. Il décéda le 13 décembre 1464 et ses héritiers ne se résolurent à rendre le palais des papes qu'en mars 1465.
Louis XI insista alors auprès du Vatican pour faire nommer un prélat de sa famille à la légation d'Avignon. Si Paul II s'y refusa, son successeur, Sixte IV, accepta d'en confier la charge à Charles de Bourbon, archevêque de Lyon. Le 2 avril 1472, il reçut les pouvoirs mais non le titre de légat et fut révoqué le 21 février 1476. Ce qui permit au pape de nommer légat son neveu, Julien de la Rovère, pour lequel l'année précédente, il avait élevé l'évêché d'Avignon au rang d'archevêché.
Furieux, Louis XI décida d'intervenir militairement le 30 avril 1476 pour réinstaller son cousin au palais des papes. Si l'affaire put se régler diplomatiquement, cela n'empêcha point le roi de France de d'envoyer quelques compagnies de routiers soudoyées par ses soins piller Avignon et le Comtat.

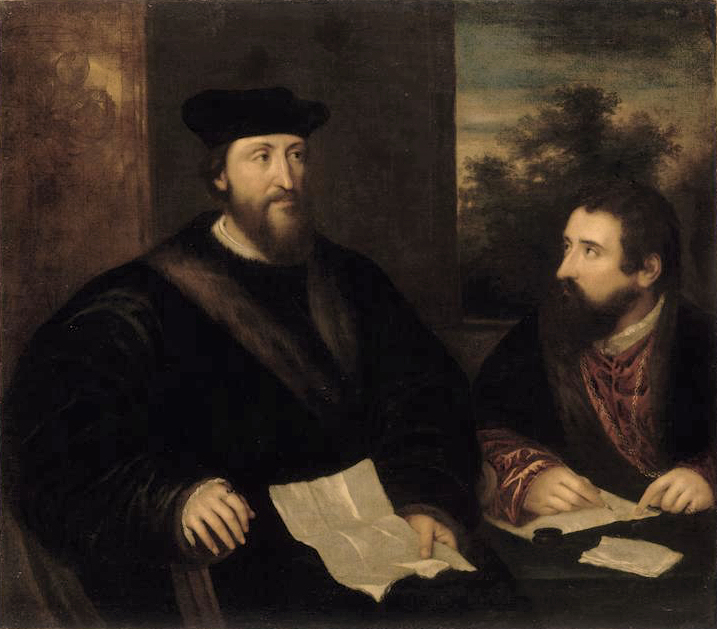
Le cardinal Georges d'Armagnac, colégat d'Avignon, et son secrétaire Guillaume Philandrier par Titien.

Mais le futur Jules II se révéla aussi fin tacticien qu'administrateur éclairé. Ce fut lui qui créa en 1476 le célèbre Collège du Roure, révisa en 1481 les statuts municipaux et qui, après s'être opposé au pape Alexandre VI, en 1494, et être rentré en grâce un an plus tard, reçut magnifiquement César Borgia, le fils du pape, dans son palais d'Avignon. Il fut élu pape le 1er novembre 1503.
C'est à lui que l'on doit la première vraie restauration du Palais après le départ définitif des papes et antipapes.
Après Julien de la Rovère furent en charge les cardinaux Georges d'Amboise (1503-1510) et Robert Guibé (1510-1513). Leur successeur le cardinal François Guillaume de Castelnau de Clermont-Lodève (1503-1541) est entré dans l'histoire avignonnaise pour avoir reçu à six reprises François Ier au palais des papes. Le roi de France vint une première fois en février 1516, au retour de Marignan, puis lors de la première invasion de la Provence par les troupes de Charles Quint, où il fut reçu le 14 septembre 1526 par le légat. Il fit un nouveau séjour en août 1533, alors qu'il se rendait à Marseille pour rencontrer Clément VII.
Ce fut à l'issue de ces trois premières visites que le roi fit publier des lettres patentes, en février 1535, accordant aux Avignonnais le statut de « régnicole », c'est-à-dire sujets du roi. Il revint à nouveau le 12 septembre 1536 lors de la seconde invasion de la Provence par Charles Quint, puis les 14 et 15 décembre 1537 et enfin les 13 et 15 mai 1538.

### Premiers vice-légats (1548-1589)
La légation revint ensuite au cardinal Alexandre Farnèse (1541-1565), archevêque d'Avignon et neveu du pape Paul III. Il ne résida pas et délégua ses pouvoirs à des vice-légats. Sa seule visite eut lieu en 1533 pour se rendre à Avignon et Carpentras. Pour lutter contre les religionnaires, en 1561, Pie IV dut envoyer son cousin Fabrice Serbelloni. Le Capitaine pontifical avait mission de défendre Avignon et le Comtat contre l'hérésie. Il s'en acquitta tant par les armes qu'en proscrivant la Réforme dans l'ancienne cité papale. Il transforma le palais des papes en prison pour les hérétiques et, en 1562, fit décapiter sur la place du palais, Jean-Perrin Parpaille, fils d'un ancien primacier de l'Université d'Avignon.
Cousin du roi Charles IX et nouveau légat, le cardinal Charles de Bourbon (1565-1590) ne résida pas non plus et se fit remplacer par un colégat en la personne du cardinal Georges d'Armagnac (1565-1585). Celui-ci transforma Avignon en bastion de la Contre-Réforme. En 1566, il mit notamment en place un tribunal de la Rote, calqué sur celui de Rome, qui jugea toutes les affaires ecclésiastiques, civiles et criminelles. Il fut remplacé par Dominique Grimaldi (1585-1589), ancien général des galères pontificales à Lépante. Ce prélat guerrier participa lui-même sur le terrain à la lutte contre les protestants.

### Rôle croissant des vice-légats (1589-1691)
Dès la fin du XVIe siècle, les véritables gouverneurs des États pontificaux enclavés en France furent les vice-légats. Le plus célèbre d'entre eux, Jules Mazarin, eut Fabrice de La Bourdaisière comme pro vice-légat de 1634 à 1636, pendant sa nonciature à Paris. Joseph Girard explique : « Les inconvénients furent d'abord linguistiques. Alors que la langue française s'était substituée, depuis 1540, au latin et au provençal pour la rédaction de tous les actes officiels, elle fut supplantée par l'italien dans tous ceux émanant de la vice-légation. Cela fut accepté par la noblesse et les familles de notables qui avaient conquis le quasi-monopole des charges municipales. Beaucoup moins par la bourgeoisie marchande et le peuple qui conservait son parler provençal ». Sur cette base d'incompréhension, l'impact majeur fut social. Il suffit que le cardinal Alexandre Bichi, évêque de Carpentras (1630-1657), mit le feu aux poudres. Politicien tracassier et ambitieux, ses intrigues ajoutées aux abus de l'administration et aux lourdes impositions, provoquèrent la « Fronde avignonnaise ». Les pevoulins (vauriens) et les pessugaux (pressureurs) s'affrontèrent. Il y eut des barricades dans Avignon, les Hôtels de Cambis-Servière et de Saint-Roman furent pillés puis incendiés. Les troubles durèrent de 1652 à 1659 et le calme ne revint que lentement et provisoirement.
Une nouvelle explosion fut déclenchée cette fois, en 1664, par les mesures arbitraires du vice-légat Alexandre Colonna (1664-1665). Sa garnison italienne fut chassée du palais des papes et il dut recourir au soutien des troupes françaises pour réintégrer Avignon l'année suivante.

## Administration centrale

### Fonction du légat
Le pape est le chef des états d'Avignon et du Comtat. Néanmoins, le légat puis le vice-légat, qui a la charge de le représenter, ont de nombreux pouvoirs. Ainsi, c'est lui qui exerçait le pouvoir au nom du pape, et jouissait de nombreux privilèges :
- Il servait de juge suprême dans les affaires canoniques et civiles, ayant une fonction d'appel[A 1]. De même, les sujets du pape pouvaient demander justice directement au légat, sans passer par les tribunaux classiques[A 2].
- Il disposait du droit de grâce[A 1].
- Il pouvait distribuer les bénéfices ecclésiastiques sur le Comtat et Avignon, ainsi que dans le comté de Nice[A 2].
- Il était intendant général de l'armée du Comtat[A 2].

Il était nommé vicaire général du Saint-Siège pour toutes les affaires spirituelles et temporelles. 
Les légats puis les vice-légats avaient, outre la fonction d'administration des États du pape, une fonction de représentant auprès des évêques des provinces avoisinantes de Provence, du comté de Nice, du Dauphiné et de la principauté d'Orange.

### Justice

#### Tribunal de la Rote
Ce tribunal fut institué à la manière de la Rote romaine par le cardinal d'Armagnac, co-légat et archevêque d'Avignon. Il servait de tribunal d'appel pour tout différent civil, criminel ou ecclésiastique. Il était convoqué à l'appel du légat.

#### Tribunal de l'auditeur général
Ce tribunal, présidé par le fonctionnaire qui lui a donné son nom (aussi appelé lieutenant général), jugeait en première instance les causes exécutoires et en seconde toute affaire civile ou criminelle. 
Les appels de ce tribunal étaient adressés au légat, qui convoquait la Rote en l'absence de l'auditeur général.

#### Tribunal de la vice-gérance
Ce tribunal a été institué en 1412 par Jean XXIII pour toutes les causes militaires et ecclésiastiques.

#### Daterie
La Daterie servait de bureau des grâces qu'on pouvait demander d'accorder en appel d'un jugement de l'auditeur général.

## Administration d'Avignon

### Consuls et conseil de ville
Le conseil de ville d'Avignon comptait 48 conseillers, dont 4 représentaient le clergé et 4 l'université. Ce conseil ne se réunissait qu'avec l'autorisation du Viguier.
La veille de la saint Jean (23 juin), trois consuls étaient élus pour un an par le conseil de ville, et leur investiture se déroulait dans l'église Saint-Pierre. 

#### Premier consul
Il était toujours issu de la noblesse, et avait préséance sur les deux autres. Il bénéficiait depuis 1533 du titre de gentilhomme ordinaire de la chambre du roi de France.

### Assesseur
Il était chargé de la police de la ville. Il était toujours choisi parmi les jurisconsultes de l'Université, et il portait la parole de la ville au conseil.

### Viguier
Le viguier présidait au conseil de ville, et était toujours issu de la noblesse. Il bénéficiait du titre de « vicaire de Sa Sainteté » pour le temporel. 
Il rendait la justice pour les affaires civiles et pénales de la ville, et présidait pour cela un tribunal situé place Saint-Pierre.

## Administration comtadine

### Recteur
Le recteur était chargé par le pape de gérer les affaires temporelles du Comtat, tant pour le gouvernement que pour le domaine judiciaire. C'est lui qui présidait un tribunal d'appel pour tout le comtat, et qui réunissait les assemblées. 

### Assemblées

#### États généraux
Les États généraux ne se réunissait que dans des circonstances particulières. 
Ils se composaient de députés issus des trois ordres :
- l'archevêque d'Avignon, les évêques de Carpentras, de Cavaillon, de Vaison, d'Orange, d'Apt et de Tricastin, ou de leurs représentants puisque ces évêques avaient tous des paroisses dans le Comtat ;
- tous les nobles ayant un fief dans le Comtat;
- des députés de toutes les communes du pays.

#### Assemblée générale
L'Assemblée générale se réunissait chaque année et définissait les taux d'imposition nécessaires à la gestion de l'État.
Elle se composait :
- des évêques de Carpentras, Vaison et Cavaillon ;
- des élus de la noblesse ;
- des premiers et seconds consuls de Carpentras, du premier consul de l'Isle, de Valréas, de Pernes, de Cavaillon et de Bollène, ainsi que de 18 autres consuls des judicatures, qui siégeaient à tour de rôle.

Une autre assemblée intermédiaire permettait de régler les affaires graves en dehors de cette assemblée générale, et réunissait tous les membres de cette assemblée sauf les 18 consuls des judicatures.

#### Assemblée ordinaire
L'Assemblée ordinaire  était composée :
- de l'évêque de Carpentras ou de son grand vicaire ;
- de l'élu de la noblesse ou de son lieutenant ;
- des premiers et seconds consuls de Carpentras ;

Le procureur général du Comtat, le trésorier et le secrétaire assistaient aussi à cette assemblée.

### Justice

#### Tribunal des affaires de la Chambre apostolique
Ce tribunal siégeait à Carpentras et traitait des affaires administratives. Ses appels allaient au légat.

#### Tribunaux locaux
Les seigneurs locaux avaient symboliquement droit de justice sur leurs terres, et étaient chargés de pourvoir des tribunaux sur leurs terres qui traitent en première instance des affaires civiles et criminelles.

#### Judicatures
Au niveau local, la justice était rendue au sein de judicatures, délégation du pouvoir judiciaire du pape. Le Comtat était ainsi divisé en trois judicatures, à la nomination du légat :
- La judicature de Carpentras, 48 villes ou villages[A 6] ;
- La judicature de l'Isle, 17 villes ou villages[A 6] ;
- La judicature de Valréas, 16 villes ou villages[A 6].

## Armée pontificale
L'armée du pape dans le Comtat et en Avignon n'était pas conséquente et avait surtout une fonction symbolique. 

### Officiers supérieurs
Le livre de Jean-Baptiste Jaudou dresse une liste des officiers supérieurs de cette petite armée :
- un capitaine du Palais,
- un intendant du palais,
- un colonel de l'artillerie,
- un colonel de cavalerie,
- un colonel d'infanterie.

#### Généraux des troupes pontificales du Comtat
Cette fonction a été créée par le pape Innocent VI lorsqu'il fut nécessaire de lever une armée quand les bandes de routiers vinrent ravager la vallée du Rhône en 1356. Le premier détenteur de cette fonction fut Juan Fernández de Heredia, hospitaliers de l'ordre de Saint-Jean de Jérusalem, qui ne put repousser les routiers qu'en leur payant un tribut.
Durant le grand schisme, la fonction échut à plusieurs personnes qui défendaient chacune un parti différent : 
- En 1407, cette fonction fut attribuée à Rodrigo da Luna, frère du pape Benoît XIII[A 1].
- En 1410, Philippe de Poitiers, seigneur d'Arras, qui soutenait Alexandre V, fut chargé de reprendre la ville au nom du pape[A 1].
- En 1412, le neveu du pape de Pise Jean XXIII, Marin, fut chargé de reprendre la ville pour permettre l'installation de son oncle en Avignon[A 8].

Cette fonction fut ensuite supprimée jusqu'en 1561, quand les guerres de Religion s'étendirent jusqu'aux portes de la ville. Elle resta pourvue jusqu'en 1629.

### Gardes d'honneur

#### Compagnies des arbalétriers et du jeu de l'Arc
Ces deux compagnies n'étaient, originellement, qu'une seule. Elle fut créée en 1364, lorsque le pape Urbain V leva une armée pour chasser les bandes de routiers qui dévastaient la région. Le gouverneur de Beaucaire envoya une compagnie d'arbalétriers que le pape inclut ensuite à sa garde. 
Après le départ des papes, la compagnie se divisa en deux :
- Les arbalétriers s'installèrent dans une tour des remparts, celle dans laquelle est percée la poterne Monclar. Ils gardèrent leur costume jusqu'à la Révolution, arbalète incluse.
- Le Jeu de l'arc s'installa rue Saint-Sébastien, et s'établit sous le patronage de ce saint. Cette compagnie prit le costume turc et échangea l'arbalète contre un arc. Ils étaient connus pour leurs défilés lors des bravades, et gardaient les appartements des visiteurs illustres au Palais. En 1778, le comte de Provence (futur Louis XVIII) devint membre d'honneur de cette compagnie. Son dernier capitaine fut le marquis de Cambis d'Orsan.

#### Garde suisse des vice-légats
Elle était composée de 20 hommes. Ils portaient comme uniforme celui des reîtres du XVIe siècle : un pourpoint mi-parti rouge et jaune (couleurs du pape) avec des manches tailladées en soie rose ; un pantalon de tricot en coton rouge ; des haut-de-chausse rouges et jaunes, un tricorne avec une plume rouge, une cocarde rouge. Leur arme était une hallebarde.

### Compagnie des Chevau-légers
Cette petite compagnie, de 40 hommes, constituait la petite cavalerie pontificale du Comtat. 
Ils portaient un uniforme composé d'une veste et d'une écarlate avec revers et parement bleu-roi, et boutons d'argent. Ils portaient en outre un mousqueton et une épée, et une cocarde noire en rubans.

### Infanterie pontificale
L'infanterie était composée de 130 hommes, dont la garde suisse du Vice-Légat, le commandant, le major, le collatéral et les sergents.
Ils portaient un uniforme composé d'un habit bleu-roi avec revers et parements écarlates, d'une culotte et d'une veste blanche aux boutons jaunes et des guêtres blanches. Les grenadiers portaient de plus un bonnet d'ourson et les chasseurs un chapeau. Leur arme était un sabre et une giberne.

### Gendarmerie
La gendarmerie pontificale portait le même costume que les gendarmes français. Ils étaient répartis en 8 brigades : Carpentras, Cavaillon, Vaison, Valréas, L'Isle-sur-la-Sorgue, Lapalud et deux en Avignon.
Les Juifs payaient une redevance de 500 livres à la gendarmerie.